# Mar Rendón
Pour les articles homonymes, voir Rendon.
 (septembre 2024).
María del Mar Rendón Kalil (née le 10 novembre 2002 à Guayaquil) est une chanteuse équatorienne.

## Biographie
Enfant, elle aime imiter et chanter comme ses artistes préférés. À 8 ans, elle participe à un programme scolaire où elle interprète une chanson de Demi Lovato. Ses parents découvrent qu'elle a un grand talent musical. Elle fait partie de la chorale de l'école et commence à suivre des cours de chant.
En 2017, elle participe à l'émission de télé-réalité Ecuador tiene talento, l'adaptation locale d’America's Got Talent. En 2019, elle sort indépendamment son premier single, Hoy Vuelvo a ser yo. En 2021, elle sort son deuxième single Querida. La même année, elle s'installe à Quito pour commencer ses études en production musicale. En 2022, elle sort Si no es de ti et Eres tú et décide également de suspendre ses études pour participer à un nouveau projet.
En juin 2022, elle est une participante de La Academia, diffusée sur TV Azteca. Après deux mois et 19 prestations, Mar Rendón atteint la finale de l'émission de téléréalité, obtenant la troisième place du concours. L'un des prix obtenus est un contrat avec la maison de disques Sony Music Mexico pour l'enregistrement de deux singles. Le 25 août 2022, elle sort son premier single avec la major, la reprise de Déjame ir, interprétée initialement par Paty Cantú. Pour son deuxième single, malgré l'occasion de sortir une chanson inédite, elle choisit toutefois, comme cadeau à ses followers, de reprendre Laura no está de Nek. En octobre 2022, elle participe à la tournée La gira de los ganadores avec ses coéquipières Cesia et Andresse, respectivement première et deuxième. La tournée comprend des dates à Guadalajara, Monterrey et Mexico. À la fin de l'année, Mar Rendón retourne en Équateur pour des premières parties des concerts d'artistes tels que Manuel Turizo et Carlos Vives. Elle partage la scène avec Reik, Emmanuel, Manuel Mijares ainsi qu'Ana Torroja.
En 2023, elle sort la chanson Te arde, dans laquelle elle montre un processus de catharsis à travers sa musique, excluant tout récit de haine. En juin, elle décide de participer à un concours d'Eugenio Derbez Hijos AdopTikToks 2. Parmi plus de 10 000 participants venus de toute l'Amérique latine, elle est l'une des deux gagnantes sélectionnées. En guise de prix, elle a l'occasion de chanter devant plus de 65 000 personnes au Machaca Fest à Monterrey et d'écrire une chanson avec Jesse Huerta de Jesse & Joy, publiée à la fin de l'année intitulée Te me vas. En août, elle sort indépendamment la chanson inédite Antes de que me voy. En octobre, elle collabore à la nouvelle version de Solo dime si Remembers avec Homero Gallardo et Douglas Bastidas de Tranzas.
En février 2024, elle sort un nouveau single Solo noise. En avril, elle réalise sa première collaboration internationale avec la chanteuse et tiktokeuse mexicaine Legna Hernández, avec la chanson Las chicas se cuentan todo. En mai, elle sort Si fue yo, le quatrième single qui fait partie de l'album La Nueva Cepa, un projet réalisé par le producteur Master Chris, en collaboration avec Warner Music Latina ; la chanson est écrite par José Daniel Zapata, Juan Esteban Zapata, Orlando Brinn, Yeison Lowis Taveras et Master Chris. En septembre, elle est l'héroïne de la comédie musicale Legalmente rubia au Teatro Sánchez Aguilar.

## Discographie
Singles
- Hoy vuelvo a ser yo (2019)
- Querida (2021)
- 'Si no es de ti (2022)
- Eres tú (2022)
- Déjame ir (2022)
- Laura no está (2022)
- Te arde (2023)
- Antes de que me vaya (2023)
- Te me vas (2023)
- Solo ruido (2024)
- Si fuera yo (2024)
- Nuevemil (2024)